# Pohotovostní jednotky OSN

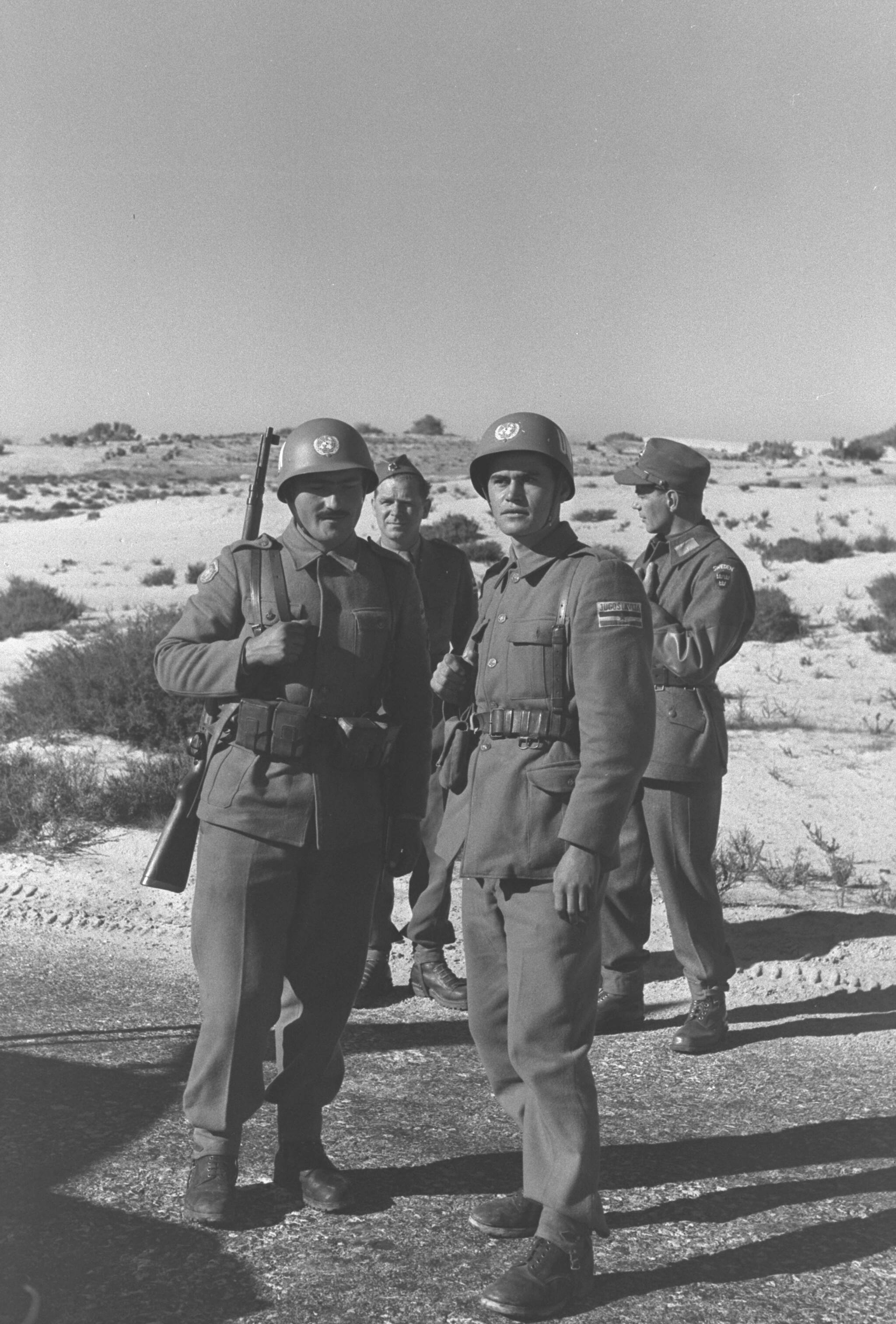
Jugoslávští vojáci mise UNEF na Sinaji (1957)

Pohotovostní jednotky Organizace spojených národů (anglicky: United Nations Emergency Force, zkráceně UNEF) byly založeny Valným shromážděním OSN za účelem zabezpečení ukončení Suezské krize, a to na základě rezoluce 1001 (ES-I) ze 7. listopadu 1956. Tato mírová mise byla založena především díky zásluze Generálního tajemníka Daga Hammarskjölda a návrhu kanadského ministra vnějších záležitostí Lestera B. Pearsona. Valné shromáždění schválilo plán, podaný Generálním tajemníkem, který předpokládal rozmístění vojáků mise UNEF na obou stranách linie příměří.
První rozmístění mírových jednotek UNEF na Sinajském poloostrově po Suezské krizi v roce 1956 se označuje jako UNEF I, zatímco druhé rozmístění těchto jednotek po jomkipurské válce z roku 1973, které trvalo od října 1973 do července 1979, je označováno jako UNEF II.